# Гончарук, Андрей Иванович
Андрей Иванович Гончарук (укр. Андрій Іванович Гончарук, род. 9 апреля 1961) — украинский государственный деятель, дипломат. Чрезвычайный и Полномочный Посол.

## Биография
Гончарук Андрей Иванович родился 9 апреля 1961 года в г. Киев.
Окончил среднюю специализированную школу № 155 с углубленным изучением английского языка.
С 1978 по 1983 год — студент экономического факультета Киевского государственного университета им. Т. Г. Шевченка, специальность политическая экономия. После окончания вуза продолжил обучение в аспирантуре Института социальных и экономических проблем зарубежных стран АН УССР (Институт мировой экономики и международных отношений НАН Украины). В 1988 году защитил диссертацию на соискание ученой степени кандидата экономических наук (специальность — мировое хозяйство и международные экономические отношения). Имеет учёные звания старшего научного сотрудника (1991 г.) и доцента (2013 г.).
С провозглашением независимости Украины (1991 г.) начинается новый этап деятельности Гончарука — переход на государственную службу в новое для Украины Министерство внешнеэкономических связей, где он последовательно проходит путь от начальника отдела до министра, не минуя при этом ни одной ступени в служебной лестнице.
С 1993 по 2003 год одновременно является — заместителем специального представителя Правительства Украины при ГАТТ/ВТО, заместителем председателя правительственного комитета Украины по вопросам сотрудничества с ЕС, сопредседателем нескольких двусторонних торгово-экономических комиссий, главой государственной делегации Украины на переговорах по вступлению Украины во Всемирную торговую организацию.
Работая в министерстве Андрей Иванович принимает активное участие в процессе вступления Украины в ВТО, проводит двусторонние и многосторонние переговоры с зарубежными партнерами. Инициатор становления и развития нового для независимой Украины направления в международной деятельности — торговой дипломатии.
В 1999 году, в возрасте 37 лет, назначен Министром внешнеэкономических связей и торговли Украины. В то время — самый молодой министр во всех украинских правительствах.
В связи с административной реформой в начале 2000 года министерство было реорганизовано. Гончарук продолжил курировать внешнеэкономический блок на должности заместителя Министра экономики Украины.
С 2001 по 2003 год — первый заместитель Государственного секретаря, Государственный секретарь по вопросам торговли Министерства экономики и по вопросам европейской интеграции Украины.
С 2000 года совмещает государственную, дипломатическую деятельность с научно-преподавательской. Профессор кафедры международной торговли Киевского национального экономического университета им. В. Гетьмана (2005-2015 гг.)
После более десяти лет работы на государственной службе, в карьере Гончарука наступает новый этап — переход на работу в негосударственный сектор экономики. В 2003 году он становится главным советником по вопросам торговой политики и защиты на внешних рынках корпорации «Интерпайп».
В то же время, с 2005 по 2007 год, Андрей Иванович продолжает консультировать правительство Украины по вопросам многосторонней торговой дипломатии, в частности процесса вступления Украины в ВТО, в качестве Советника премьер-министра Украины.
В 2008 возвращается на государственную службу в связи со вступлением Украины в ВТО. Указом президента назначен Заместителем Главы Секретариата Президента Украины. Будучи де-факто дипломатическим советником Президента Украины, он курировал  все международные вопросы, включая внешнеэкономические.
С 2010 по 2011 — заместитель Главы Администрации Президента Украины.
С 2011 года Советник Президента Украины — руководитель Главного управления по вопросам международных отношений Администрации Президента Украины. 21 февраля 2014 года подал в отставку.
15 апреля 2013 года назначен Представителем Украины во Всемирной торговой организации и Председателем Государственной комиссии по вопросам сотрудничества с ВТО.
С апреля 2014 года был дипломатическим советником Президента Л. М. Кравчука.
С июля 2014 года по сентябрь 2019 года являлся независимым членом Наблюдательного совета Института стратегических исследований «Новая Украина».
Соучредитель ГО "Украинская ассоциация внешней политики". С апреля 2015 года — вице-президент Украинской ассоциации внешней политики.
Родной язык -  украинский. Владеет  английским и русским  языками.

## Семья
Женат, двое взрослых детей, внучка, трое внуков.

## Ранги
- Государственный служащий 1 ранга (4 января 2000 г.)[23]

## Дипломатический ранг
- Чрезвычайный и Полномочный Посол Украины (14 мая 2008 г.)[1]

## Награды и звания
- Орден князя Ярослава Мудрого V степени (7 февраля 2008) — за личный вклад в интеграцию Украины во Всемирную торговую организацию[24]
- Шведский Орден Полярной звезды 1 степени (KmstkNO) (1999 год)
- Высшая награда Латвии Орден Трёх звёзд 2 степени (19 июня 2008 года, Латвия)[25]
- Высшая награда Франции Орден Почетного легиона 3 степени (2010 год)
- Офицер ордена Великого князя Литовского Гядиминаса (4 ноября 1998 года, Литва)[26]
- Командор ордена Заслуг перед Республикой Польша (6 ноября 2009, Польша)[27]
- Офицер ордена Заслуг перед Республикой Польша (7 сентября 2009, Польша)[28]
- Заслуженный экономист Украины (18 августа 2009) — за весомый личный вклад в государственное строительство, многолетний добросовестный труд, высокий профессионализм и по случаю 18-летия независимости Украины[29]
- Грамота Содружества Независимых Государств (5 декабря 2012) — за активную работу по укреплению и развитию Содружества Независимых Государств[30]
- Орден Святого Равноапостольного князя Владимира Великого III ст. (УПЦ КП)
- Орден святого великомученика Георгия Победоносца (УПЦ МП)
- Орден святого равноапостольного великого князя Владимира III ст.[31]
- Государственные награды ряда других иностранных государств

## Увлечения
- теннис[32]
- езда на велосипеде
- историческая литература
- собаки породы ши-тцу